# Miriam Rothschild
Dame Miriam Louisa Rothschild (5 de agosto de 1908 - 20 de janeiro de 2005) foi uma cientista natural britânica e autora com contribuições para a zoologia, entomologia e botânica. Rothschild foi uma das principais autoridades em pulgas. Ela foi a primeira pessoa a descobrir o mecanismo de pulgas da pulga. A coleção de pulgas Rothschild (fundada por Charles Rothschild) agora faz parte da coleção do Museu de História Natural de Londres.

## Juventude
Miriam Rothschild nasceu em 1908 em Ashton Wold, perto Oundle em Northamptonshire, filha de Charles Rothschild da família Rothschild de judeus banqueiros e Rozsika Edle Rothschild (née von Wertheimstein), uma húngara esportista, de ascendência judaica austríaca. Seu irmão era Victor Rothschild, 3º Barão Rothschild e uma de suas irmãs (Kathleen Annie) Pannonica Rothschild (Baronesa Nica de Koenigswarter)
Seu pai havia descrito cerca de 500 novas espécies de pulgas, e seu tio Lionel Walter Rothschild havia construído um museu particular de história natural em Tring. Aos quatro anos, ela começou a coletar joaninhas e lagartas e a levar codornizes domesticadas para a cama. A Primeira Guerra Mundial estourou na véspera do sexto aniversário de Miriam em 1914, enquanto os Rothschilds estavam de férias no Austro-Hungria. Eles correram para casa no primeiro trem para o oeste, mas, sem poder pagar, tiveram que pedir dinheiro emprestado a um passageiro húngaro que comentou: "Este é o momento de maior orgulho da minha vida. Nunca pensei que deveria ser solicitado a emprestar dinheiro a um Rothschild! " Seu pai morreu quando ela tinha 15 anos e ela se tornou mais próxima de seu tio. Foi educada em casa até os 17 anos, quando exigiu ir à escola. Ela então frequentou aulas noturnas de zoologia no Chelsea College of Science and Technology e aulas durante o dia de literatura no Bedford College, em Londres.

## 1930-1940
Durante a década de 1930, ela fez seu nome na Estação Biológica Marinha de Plymouth, estudando o molusco Nucula e seus parasitas trematódeos (Rothschild 1936, 1938a, 1938b). Por causa de sua riqueza herdada, ela nunca teve que se candidatar a nenhum subsídio ou financiamento. Por causa disso e de sua falta de educação formal - todos os seus doutorados eram honorários - ela sempre seria uma "amadora".
Antes da Segunda Guerra Mundial, ela pressionou o governo do Reino Unido a admitir mais judeus alemães como refugiados da Alemanha nazista. Durante a guerra, ela trabalhou em Bletchley Park na quebra de códigos.

## Ciência e entomologia
Rothschild era uma autoridade líder em pulgas. Ela foi a primeira pessoa a descobrir o mecanismo de salto da pulga. Ela também estudou o ciclo reprodutivo da pulga e relacionou isso, em coelhos, às mudanças hormonais no hospedeiro. Seu livro New Naturalist on parasitism (Fleas, Flukes and Cuckoos) foi um grande sucesso. 
Rothschild foi membro da escola de genética de Oxford durante os anos 1960, onde conheceu o geneticista ecológico E.B. Ford. Ela foi uma das poucas mulheres com quem Ford se deu bem e fez campanha com a Ford pela legalização da homossexualidade.
Rothschild é autora de livros sobre seu pai (Rothschild's Reserves - tempo e natureza frágil) e seu tio (Dear Lord Rothschild). Ela escreveu cerca de 350 artigos sobre entomologia, zoologia e outros assuntos.

## Financiamento para pesquisa de esquizofrenia e arteterapia
Rothschild fundou o 'Fundo de Pesquisa da Esquizofrenia' em 1962, uma instituição de caridade registrada independente formada “para promover a melhor compreensão, prevenção, tratamento e cura de todas as formas de doença mental e, em particular, da doença conhecida como Esquizofrenia”. Em março de 2006, após sua morte, o nome do Fundo foi mudado em sua memória para 'Fundo de Pesquisa da Esquizofrenia de Miriam Rothschild'. O pioneiro da Art Therapy britânica, Edward Adamson e seu parceiro e colaborador, John Timlin, eram visitantes regulares de Ashton Wold. Entre 1983 e 1997, a influente coleção Adamson de 6 000 pinturas, desenhos, esculturas e cerâmicas de pessoas que vivem com transtorno mental grave no Hospital Netherne, criado com o incentivo de Adamson em seus estúdios de arte progressiva no hospital, foi abrigado e exibido ao público em um celeiro medieval em Ashton. Rothschild era uma administradora e, posteriormente, patrona do Adamson Collection Trust.  "Toda a minha vida", disse ela, "tenho lutado contra moinhos de vento sem esperança". A coleção Adamson está agora quase toda realocada na Biblioteca Wellcome. Todos os papéis, correspondências, fotografias e outros materiais de Adamson estão atualmente sendo organizados como o 'Arquivo Edward Adamson', também na Biblioteca Wellcome.

## Trabalhos

### Livros
- Rothschild, Miriam e Clay, Theresa (1953) Fleas, Flukes and Cuckoos: a study of bird parasites. The New Naturalist series. Londres: Collins
- Hopkins, G. H. E. e Rothschild, Miriam (1953–81) An Illustrated Catalogue to the Rothschild Collection of Fleas 6 volumes (4to.) Londres: British Museum (Natural History)[11]
- Rothschild, Miriam (1983) Dear Lord Rothschild: birds, butterflies and history. London: Hutchinson (ISBN 0-86689-019-X)
- Rothschild, Miriam e Farrell, Clive (1985) The Butterfly Gardener. Londres: Michael Joseph
- Rothschild, Miriam (1986) Animals and Man: the Romanes lecture for 1984–5 ntregue em Oxford em 5 de fevereiro de 1985. Oxford: Clarendon Press
- Rothschild, Miriam et al. (1986) Colour Atlas of Insect Tissues via the Flea. London: Wolfe
- Rothschild, Miriam (1991) Butterfly Cooing Like a Dove. London: Doubleday
- Stebbing-Allen, George; Woodcock, Martin; Lings, Stephen e Rothschild, Miriam (1994) A Diversity of Birds: a personal voyage of discovery. Londres: Headstart (ISBN 1-85944-000-2)
- Rothschild, Miriam e Marren, Peter (1997) Rothschild's Reserves: time & fragile nature. Londres: Harley (ISBN 0-946589-62-3)
- Rothschild, Miriam; Garton, Kate; De Rothschild, Lionel & Lawson, Andrew (1997) The Rothschild Gardens: a family tribute to nature. Londres: Abrams
- Van Emden, Helmut F. e Rothschild, Miriam (eds.) (2004) Insect and Bird Interactions Andover, Hampshire: Intercept (ISBN 1-898298-92-0)

### Artigos
- Rothschild, M. (1936) Gigantism and variation in Peringia ulvae Pennant 1777, caused by infection with larval trematodes. Journal of the Marine Biological Association of the United Kingdom 20, 537–46
- Rothschild, M. (1938)a. Further observations on the effect of trematode parasites on Peringia ulvae (Pennant) 1777. Novavit Zool. 41, 84–102
- Rothschild, M. (1938)b. Observations on the growth and trematode infections of Peringia ulvae (Pennant) 1777 in a pool in the Tamar saltings, Plymouth. Parasitology, 33(4), 406–415. doi:10.1017/S0031182000024616